# Catedral de Nuestra Señora de la Asunción (Saurimo)
La Catedral de Nuestra Señora de la Asunción o simplemente Catedral de Saurimo (en portugués: Sé Catedral de Nossa Senhora da Assunção) es el nombre que recibe un edificio religioso afiliado a la Iglesia Católica que se encuentra ubicado en la ciudad de Saurimo en la provincia de Lunda Sul al noreste del país africano de Angola.
La actual estructura fue construida entre 1958 y 1959 y recibió la bendición oficial solo en 1961 cuando Angola todavía era una dependencia de Portugal.
El templo sigue el rito romano o latino y es la iglesia madre o principal de la arquidiócesis de Saurimo (Archidioecesis Saurimoënsis) que fue creada como diócesis por el papa Pablo VI en 1975 y fue elevada a su actual estatus en 2011 mediante la bula "Quandoquidem accepimus" del papa Benedicto XVI.
Se encuentra bajo la responsabilidad pastoral del obispo José Manuel Imbamba.